# Dschamiat-i Islāmi

Flagge der Dschamiat-i Islāmī-yi Afghanistān

Die Dschamiat-i Islāmī-yi Afghānistān (international auch Jamiat-e Islami, persisch جمعيت اسلامی افغانستان, ‚Islamische Vereinigung Afghanistans‘) ist eine überwiegend von ethnischen Tadschiken geprägte afghanische Partei. Sie gehört neben der Ittahād-i Islāmī, der Hizb-i Islāmī (Hekmatyār) und der Hizb-i Islāmī (Chalis) zu den vier großen islamistisch ausgerichteten Parteien Afghanistans.

## Gründung
Die Wurzeln der Gruppierung liegen in den 1960er Jahren an der Fakultät für islamische Theologie der Universität Kabul: Einige Theologen um Ghulam Mohammed Niyazi, die an der al-Azhar-Universität in Kairo studiert hatten, berieten in informellen Gruppen den Weg zu einer islamischen Gesellschaft. Beeinflusst von der ägyptischen Muslimbruderschaft gründeten sie schließlich 1968 die Dschamiat-i Islāmī.

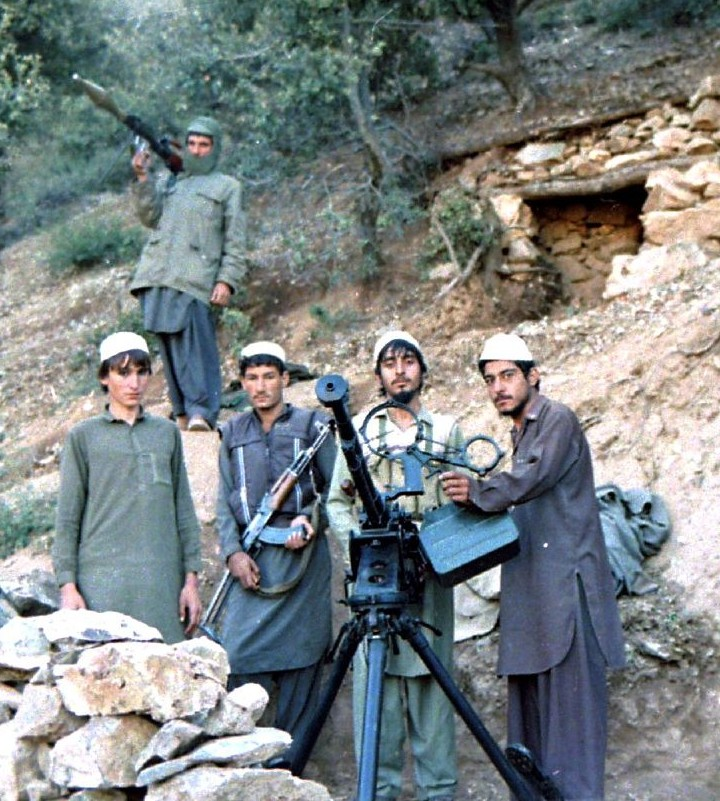
Kämpfer der Dschamiat-e Eslami (1987)

Die politische Führung der Dschamiat-i Islāmī übernahm Burhānuddin Rabbāni, ebenfalls ein al-Azhar-Absolvent, der ihr bis zu seiner Ermordung am 20. September 2011 vorstand. 1969 schloss sich die Dschamiat mit den islamistischen Kräften an der ingenieurswissenschaftlichen Fakultät, darunter Gulbuddin Hekmatyār, zusammen. In den Jahren 1975–1977 kam es allerdings wieder zur Spaltung der islamistischen Bewegung in die Dschamiat-i Islāmī mit Rabbani an der Spitze und der Hizb-i Islāmī, geführt von Hekmatyār.